# Brzeźnica (powiat tarnowski)
Brzeźnica – wieś sołecka w Polsce położona w województwie małopolskim, w powiecie tarnowskim, w gminie Radłów.
W latach 1975–1998 miejscowość administracyjnie należała do województwa tarnowskiego.